# Geoffroyus heteroclitus
Geoffroyus heteroclitus là một loài chim trong họ Psittacidae.